# James Frey
James Frey (Cleveland, 12 de septiembre de 1969) es un escritor y bloguero estadounidense, autor de En mil pedazos.

## Biografía
Pasó su infancia entre su estado natal y Míchigan; aunque también vivió un tiempo en Boston (Estados Unidos), São Paulo (Brasil), Londres (Reino Unido), París (Francia) y Los Ángeles (Estados Unidos) entre otros lugares.
En 1988 se graduó de la secundaria para seguir sus estudios en la Universidad de Denison y posteriormente en el Instituto de Arte de Chicago, donde trabajó en varias oportunidades.
James Frey ha sido guionista, director y también productor en Los Ángeles. Luego de que su casa fue hipotecada, se dedicó a escribir En mil pedazos. Su primera publicación oficial fue en el año 2003 para luego posicionarse en el primer lugar en el diario The New York Times como mejor best-seller durante quince semanas consecutivas.
Debido al gran éxito de ese libro, Frey escribió otro: las memorias de su amigo Leonard, a quien conoció en un centro de rehabilitación. My Friend Leonard fue lanzado en 2005 y como era de esperar, se posicionó en el quinto lugar dentro de los libros más favoritos según los editores de Amazon.
Más tarde escribió la saga de novelas Legados de Lorien ―entre las que se encuentra Soy el número cuatro (del que se hizo una película en 2011)―, junto con Jobie Hughes. Se encuentra escribiendo la saga ENDGAME.
Actualmente James Frey vive en Nueva York con su esposa, su hija, dos perros y un canario.